# Belvoir (Carolina del Norte)
Belvoir es un lugar designado por el censo ubicado en el condado de Pitt en el estado estadounidense de Carolina del Norte. La localidad en el año 2010, tenía una población de 307 habitantes.

## Geografía
Belvoir se encuentra ubicado en las coordenadas 35°42′39.87″N 77°28′11.75″O / 35.7110750, -77.4699306. 